# Acer chaneyi
Acer chaneyi — вимерлий вид клена, описаний на основі ряду викопних листків і самарів. Вид відомий з відкладень олігоцену та міоцену, відкритих на Алясці, Айдахо, Неваді, Орегоні та Вашингтоні в США. Це один із кількох вимерлих видів, що належать до живої секції Rubra.

## Опис
Листки Acer chaneyi мають просту структуру, мають ідеальну актинодромусну структуру жилок і мають широкояйцювату або округлу форму. Листя глибоко розсічені, іноді на три частки, але частіше на п'ять. Довжина верхніх бічних часток становить дві третини довжини середньої частки, а всі бічні частки мають еліптичну форму. Листки мають від п'яти до одинадцяти вторинних жилок. Вторинні жилки згинаються до краю листя широко опуклими або увігнутими дугами. По краях видно великі зубці, які зазвичай пов'язані з меншими зубцями на базальній стороні більших зубців. Самари A. chaneyi мають помірно роздуті горішки та плавно розходяться жилки, які рідко анастомозують. Загальна форма горішка вузькоеліптична, із заокругленим кінчиком і приблизною довжиною 1.0–3.2 сантиметра і шириною 0.5–1.2 сантиметра. Загальна довжина крила коливається від 2.0 до 5.7 сантиметрів і має діапазон ширини від 1.5 до 2.2 сантиметрів. Парні самари цього виду мають кут прикріплення від 10° до 40°.